# اختطاف (فلم 2017)
اختطاف (بالإنجليزية: Kidnap) فيلم إثارة وحركة أمريكي صدر عام 2017، من إخراج لويس برييتو وتأليف كنيت لي. من بطولة هالي بيري، ساج كوريا، كريس ماكجين وليو تيمبل. تدور أحداث الفيلم حول أم عاملة تطارد خاطفي ابنها الصغير. أنتج الفيلم شركات دي بي بيكتشرز، ولوتس إنترتينمنت، و606 فيلمز، وجولد ستار فيلمز، وإنجينيوس ميديا، وويل جو يو إس إيه، ورمبل إنترتينمنت، بميزانية قدرها 21 مليون دولار. أُعلن عنه في سبتمبر 2014، وصُوّر في نيو أورلينز وسليديل، لويزيانا، من أكتوبر إلى ديسمبر 2014.

## قصة الفيلم
كارلا دايسون، نادلة وأم عزباء، تصطحب ابنها فرانكي، البالغ من العمر ست سنوات، إلى كرنفال. أثناء وجودها هناك، تتلقى اتصالاً من محاميها يناقش معركة حضانة فرانكي. بعد المكالمة، تفقد كارلا ابنها. تبحث عنه، لكنها لا تجد سوى مسجل صوته اللعبة. في موقف السيارات، ترى امرأة تسحب ابنها إلى سيارة فورد موستانج خضراء يقودها رجل. تطاردهم كارلا في البداية سيراً على الأقدام قبل أن تدخل سيارتها وتقود خلفهم، تاركةً هاتفها خلفها بعد أن أسقطته في البداية.
يهرب الخاطفان من كارلا بإلقاء إطار احتياطي في طريق سريع مزدحم، مما يتسبب في حادث تصادم متسلسل، ثم يهددان بقتل فرانكي بسكين. تعلم كارلا أن اسم المعتدية هو مارغو من خلال تسجيل من لعبة ابنها. تجذب كارلا انتباه ضابط شرطة على دراجة نارية عمداً وتشرح له الموقف، لكن الخاطفين يقتلونه.  تتحدث مارغو مع كارلا، وتطلب 10,000 دولار مقابل ابنها. تدخل مارغو سيارة كارلا وتطلب منها أن تتبع سيارة شريكها. عند نفق بيل تشاس، تهاجم مارغو كارلا، التي تقاوم وتطرد مارغو من السيارة. يهدد الخاطف الآخر بإيذاء فرانكي، مما يجبر كارلا على التوقف عن ملاحقته.
بعد دقائق، تصادف كارلا ازدحامًا مروريًا وتجد سيارة موستانج محطمة ومهجورة. يخبرها سائقون آخرون أن السائق وفرانكي يسيران الآن على الأقدام. تذهب كارلا إلى مركز الشرطة للإبلاغ عن الاختطاف، ولكن، نظرًا لعدد الأطفال المفقودين الذين لم يُعثر عليهم أبدًا، تقرر أن تأخذ زمام الأمور على عاتقها. تلمح الخاطف، المدعو تيري، في سيارة فولفو V70 سوداء مسروقة، وتحاول اعتراض السيارة، لكنها تفشل في ذلك، فتطارده حتى ينفد وقود سيارتها.  حاولت أن تستقل سيارة من سائق، لكن سيارة الفولفو فاجأتهم وقُتلت المرأة الطيبة على الفور. خرج تيري من السيارة وبيده بندقية، لكن كارلا تمكنت من قتله بقرص ذراعه على إطار باب شاحنتها الصغيرة، وتعطيل فرامل الانتظار، مما تسبب في انحدار الشاحنة إلى أسفل، خارج الطريق، بينما كانت لا تزال ممسكة بذراع تيري، وبعد بضع ثوانٍ، اصطدمت الشاحنة الصغيرة بشجرة، مما أدى إلى مقتله. وجدت بطاقة هويته التي تحتوي على عنوانه. هناك، اتصلت برقم 911 وحددت مكان فرانكي في حظيرة مع فتاتين أخريين مختطفتين رأت صورهما في مركز الشرطة في وقت سابق من ذلك اليوم. هربت هي وابنها، ووعدا بالعودة لاحقًا، واختبأوا تحت الماء بعد ظهور مارغو وكلبها. سحبت كارلا مارغو تحت الماء، وأطلقت النار على كلب، وأغرقتها حتى الموت. عادت إلى الحظيرة وقابلت رجلاً ملتحيًا يدعي أنه جار.  تُدرك أنه عضو في عصابة اختطاف الأطفال عندما يذكر عدد الأطفال الذين كانوا يختبئون دون أن تخبره، ولم يُخبره أنهم الفتيات. يحاول الرجل الملتحي قتلها بسبب ذلك، لكن كارلا تُفقده وعيه بمجرفة قائلةً: "لقد أخذت الطفل الخطأ". تصل الشرطة بعد ذلك بوقت قصير، ويتم إنقاذ جميع الأطفال. تُفضي أفعال كارلا إلى حلّ عصابة دولية لاختطاف الأطفال، وتُشاد بها.

## وصلات خارجية
- مقالات تستعمل روابط فنية بلا صلة مع ويكي بيانات